# Vito Piccinonna
Vito Piccinonna (Bitonto, 1º giugno 1977) è un vescovo cattolico italiano, dal 18 novembre 2022 vescovo di Rieti.

## Biografia
Nasce a Palombaio, frazione di Bitonto, allora sede vescovile, in provincia di Bari, il 1º giugno 1977.

### Formazione e ministero sacerdotale
Ottiene il diploma di maturità presso l'istituto magistrale "Fiore" di Terlizzi. Frequenta il Pontificio Seminario Regionale Pugliese "Pio XI" di Molfetta, e consegue il baccalaureato in teologia presso l'istituto Regina Apuliae; successivamente ottiene la licenza in teologia dogmatica.
Il 14 settembre 2001 è ordinato diacono, nella cattedrale di San Sabino a Bari, dall'arcivescovo Francesco Cacucci, che il 3 settembre 2002 lo ordina anche presbitero, nella chiesa di Maria Santissima Immacolata a Palombaio, per l'arcidiocesi di Bari-Bitonto.
Dopo l'ordinazione è vicario della parrocchia di Maria Santissima Annunziata a Modugno, fino al 2005, quando è nominato padre spirituale del seminario arcivescovile di Bari; mantiene l'incarico fino al 2014.
A partire dal 2003 è assistente spirituale della Comunità terapeutica "Lorusso-Cipparoli" di Giovinazzo e viceassistente, poi assistente diocesano, fino al 2011, dei giovani di Azione Cattolica. Nell'anno scolastico 2005-2006 è docente di religione cattolica all'istituto tecnico "Calamandrei" a Carbonara di Bari.
Nel 2008 diviene assistente nazionale dei giovani dell'Azione Cattolica Italiana a Roma.
Rientrato in Puglia nel 2013, è nominato direttore della Caritas diocesana e responsabile del gruppo diocesano di discernimento vocazionale per giovani "Se Vuoi". Il 27 maggio 2015 diventa parroco-rettore della parrocchia-santuario "Santi Medici Cosma e Damiano" a Bitonto e presidente della fondazione "Opera SS. Medici Onlus", succedendo negli incarichi a Francesco Savino, eletto vescovo di Cassano all'Jonio. È membro del Consiglio presbiterale e del Consiglio pastorale dell'arcidiocesi. Dal 1º settembre 2022, lasciato l'incarico di presidente della Caritas diocesana, diviene vicario episcopale della carità e per la cura e le povertà del territorio.

### Ministero episcopale
Il 18 novembre 2022 papa Francesco lo nomina vescovo di Rieti; succede a Domenico Pompili, precedentemente nominato vescovo di Verona. Il 21 gennaio 2023 riceve l'ordinazione episcopale, nella cattedrale di Santa Maria Assunta a Rieti, per l'imposizione delle mani di Giuseppe Satriano, arcivescovo metropolita di Bari-Bitonto, co-consacranti Domenico Pompili, suo predecessore a Rieti e vescovo di Verona, e Domenico Battaglia, arcivescovo metropolita di Napoli. Durante la stessa celebrazione prende possesso della diocesi.
Al momento della sua nomina, a 45 anni, è il vescovo più giovane alla guida di una diocesi italiana e secondo di nazionalità italiana dopo Christian Carlassare, vescovo di Rumbek.

## Genealogia episcopale
La genealogia episcopale è:
- Cardinale Scipione Rebiba
- Cardinale Giulio Antonio Santori
- Cardinale Girolamo Bernerio, O.P.
- Arcivescovo Galeazzo Sanvitale
- Cardinale Ludovico Ludovisi
- Cardinale Luigi Caetani
- Cardinale Ulderico Carpegna
- Cardinale Paluzzo Paluzzi Altieri degli Albertoni
- Papa Benedetto XIII
- Papa Benedetto XIV
- Cardinale Enrico Enriquez
- Arcivescovo Manuel Quintano Bonifaz
- Cardinale Buenaventura Córdoba Espinosa de la Cerda
- Cardinale Giuseppe Maria Doria Pamphilj
- Papa Pio VIII
- Papa Pio IX
- Cardinale Gustav Adolf von Hohenlohe-Schillingsfürst
- Arcivescovo Salvatore Magnasco
- Cardinale Gaetano Alimonda
- Cardinale Agostino Richelmy
- Arcivescovo Angelo Bartolomasi
- Arcivescovo Ferdinando Bernardi
- Arcivescovo Francesco Minerva
- Cardinale Salvatore De Giorgi
- Arcivescovo Giuseppe Satriano
- Vescovo Vito Piccinonna

## Opere
- Chiara Finocchietti, Marco Iasevoli e Vito Piccinonna, E ci credo! Storie giovani di vita e di fede oggi, AVE, 2001, ISBN 978-8882846039.
- Vito Piccinonna e Marcello Diego Lograno, Il balsamo della carità. L'unguento dei Santi Medici Cosma e Damiano, Ed. Insieme, 2019, ISBN 978-8876023170.
- Vito Piccinonna, Felice domenica! La Parola su Facebook. Anno C, Ed. Insieme, 2016, ISBN 978-8876022586.
- Vito Piccinonna (a cura di), I santi medici Cosma e Damiano. Basilica-Santuario di Bitonto, Editrice Shalom, 2019, ISBN 978-8884046277.
- Vito Piccinonna, Santa domenica! La Parola su Facebook. Anno B, Ed. Insieme, 2020, ISBN 9788876023477.
- Vito Piccinonna, Buona domenica! La Parola su Facebook. Anno A, Ed. Insieme, 2022, ISBN 9788876023743.